# Фріма Аджимен
Фріма Аджимен (англ. Freema Agyeman; 20 березня 1979) — англійська акторка, відома ролями супутниці Доктора Марти Джонс у (Доктор Хто і його спін-офф Торчвуд), Аманіти у серіалі Восьме чуття. Зараз виконує головну роль у британській адаптації серіалу Закон і порядок.

## Життєпис

### Дитинство
Фріма Аджимен виросла у лондонському районі Гекні. Її мати, Азар, — іранка, а її батько, Озей, — ганець. Батьки розлучилися, коли Фріма була дитиною. Вона має старшу сестру, Лейлу, і молодшого брата, Домініка. Вона вчилася у школі при монастирі, католицькій школі у Стемфорд-Хілл і театральній школі в Ілінгстоні. Вищу освіту Фріма здобула у 2000 році у Мідлсекському університеті мистецтв. Вона перебуває у дуже гарній фізичній формі, що спричинило багато роздумів про те, як вона виконуватиме роль Супутника Доктора.

### Громадське життя
Фріма Аджимен підтримує етичну корпорацію Divine Chocolate Limited, яка допомагає фермерам Гани створювати справедливе суспільство.

### Особисте життя
Вона живе в північному Лондоні зі своїм хлопцем. Татуювання, яке вона має на передпліччі, є символічним і вказує на її рід: воно містить зображення метелика і іранське слово raha, яке означає вільна, під ним.

## Кар'єра

### Початок кар'єри
Коли Аджимен починала свою кар'єру, вона вирішила обрати своїм псевдонімом інше написання свого імені — Freema замість Frema, щоб уникнути проблем із неправильною вимовою.
До ролі Марти Джонс найвідомішими ролями Аджимен були ролі Лоли Вайз у відновленому серіалі Перехрестя телеканалу ITV. Крім того, вона також зіграла невеликі ролі в інших телесеріалів, таких як «Нещасний випадок», «Стюардеси» і «Рахунок», у якому вона з'явилася двічі у двох різних ролях. У 2005 році вона зіграла Мері Огден в одному з епізодів серіалу «Мовчазний свідок». Потім акторка виконала головну роль у незалежному фільмі «Правителі і торговці» режисера Стівена Ллойда Джексона.

### Доктор Хто

#### Перші спроби
Аджимен пробувалася на три ролі у серіалі Доктор Хто. 24 червня 2005, вона взяла участь у прослуховуванні на роль Саллі Якобс в епізоді Різдвяне вторгнення, але цю роль віддали Аніті Брієм, яка видалася творцям серіалу більш підходящою. Потім вона прагнула зіграти Ізму в епізодах Повстання кіберлюдей і Сталева ера та Адеолу Ошоді в серії Армія привидів. Зрештою, епізоди з Ізмою були вирізані, проте Фріма все-таки з'явилася у серіалі в ролі Адеоли 1 липня 2006 року.
— Грем Харпер
Творці серіалу були вражені універсальністю гри Аджимен, яку вона показала під час своїх трьох прослуховувань, і назвали її серйозним кандидатом на роль нової супутниці. Вона відвідала інше прослуховування (нібито для епізоду Торчвуда) і знову вразила виробничу команду. Потім були проби із виконавцем ролі Десятого Доктора Девідом Теннантом. Перед цими пробами Теннант залишив Фрімі обнадійливу записку, що допомгло їй заспокоїтись. Врешті-решт вона досягла мети і у лютому 2006 року отримала підтвердження, що її беруть на роль. Після місяців, протягом яких робилися різні припущення, хто ж стане супутником Доктора після Роуз Тайлер, команда ВВС 5 липня 2006 року офіційно оголосили Фріму виконавицею ролі Марти Джонс.

#### У ролі Марти Джонс
— Фріма Аджимен, Липень 2008
Аджимен почала зніматися у третьому сезоні у серпні 2006 року і завершила у березні 2007 року. На екрані Марта Джонс уперше з'явилася 31 березня 2007 у серії Сміт і Джонс. Зовнішню схожість Марти до Адеоли Ошоді пояснили тим, що Адеола була кузиною Марти. Аджимен продовжувала зображати цей персонаж протягом всіх епізодів серіалу 2007 року.
Попри те, що Марта Джонсь залишила ТАРДІС у фінальному епізоді третього сезону — Останній Володар Часу, Аджимен повертається до виконання цієї ролі на 5 епізодів у четвертому сезоні — План Сонтаранців, Отруєне небо, Донька Доктора, Викрадена Земля і Кінець мандрівки.
Після того, як Марта і Джек Харкнесс пішли в останньому епізоді четвертого сезону, Фріма була не впевнена, що її персонаж ще з'являтиметься у серіалі. Однак, у різних інтерв'ю вона стверджувала, що хотіла б продовжувати грати Марту Джонс. Аджимен повернулася в серіал разом із багатьма колишніми супутниками Доктора у другій частині серії Кінець часу, щоб остаточно завершити епоху Десятого Доктора, а разом з нею — і історію Марти.

#### Торчвуд
У період між 3 і 4 сезонами «Доктора Хто» Аджимен з'явилася в трьох епізодах 2 сезону серіалу Торчвуд — спін-оффу Доктора Хто, а саме: «Перезавантаження», «Прогулянка мерці» і «День у смерті». Вона також мала головну роль у радіо-виставі на тему Торчвуда, «Загублені душі», яку передавали по BBC радіо 4 10 вересня 2008 як рекламу запуску Великого адронного колайдера в ЦЕРНі. Пізніше стало відомо, що в третьому сезоні Торчвуду, який має назву «Діти Землі», Аджимен повинна була знову зіграти роль Марти Джонс, але вона вже була зайнята зйомками серіалу «Закон і порядок». А проте, у відеоінтерв'ю, Аджимен не виключила можливості повернення в Торчвуд, заявивши, що «це завжди можливо». Творець серіалу Рассел Девіс також заявив, що для Фріми двері у Торчвуд завжди відкриті.

### Поточні роботи
Аджимен часто з'являється у передачі The Bedtime Hour, де о сьомій вечора читає дітям казку на ніч. Також вона була диктором у документально-медичному серіалі Bizarre ER, який виходив з 14 лютого до 3 квітня 2008 року.
Двічі вона взяла участь у Шоу Пола О'Ґреді — 25 квітня 2008 року і 26 березня 2009 року.
Фріма зіграла роль знайденої дівчинки Теттікорам у телеадаптації каналу ВВС роману Чарльза Діккенса «Крихітка Дорріт», яка здобула премію Еммі.
Також Аджимен знялася у ремейку популярного серіалу 1970-их «Ті, що вижили», проте її персонажа було вбито вже у першому епізоді.
З 2009 року акторка виконує роль прокурора Альоші Філіпс у британській адаптації серіалу Закон і порядок.

## Нагороди
У червні 2007 року Фріму Аджимен було названо «Найкращим дебютантом»—2007 «Glamour en of the year Awards». У тому ж році вона отримала нагороду «Вибір народу» у номінації «Жінка-Телезірка». The Observer назвав Аджимен «Обличчям-2007»